# タナティップ・ウパティシン

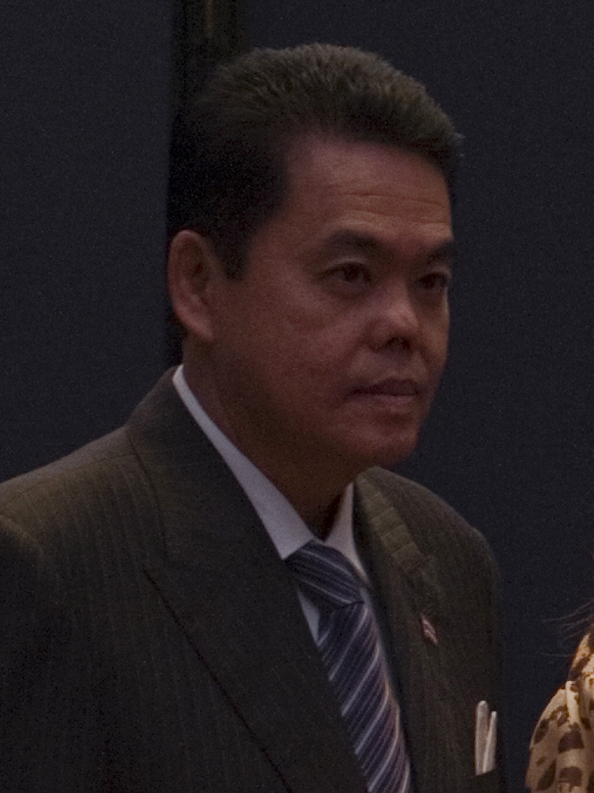
インドネシア訪問中のアピシット・ウェーチャチーワ首相をジャカルタのホテルで迎接するタナティップ・ウパティシン在インドネシア大使（2011年5月）

タナティップ・ウパティシン（タイ語: ธนาธิป อุปัติศฤงค์、英語: Thanatip Upatising、ロシア語: Тханатип Упатисинг、1960年7月15日 - ）は、タイ王国の外交官、大使、実業家。在インドネシア大使、駐日大使、在フィリピン大使、在ロシア大使などを経て、退官後に天然ゴム大手スリ・トラン・アグロ・インダストリー（STA）取締役。

## 学歴
1979年から1982年にかけてバンコクのチュラーロンコーン大学で修学し、国際関係論学士を取得。1983年にはシドニーのマッコーリー大学へ留学し、1985年、歴史学修士・哲学修士・政治学修士を取得した。
また、シカゴ近郊エバンストンのケロッグ経営大学院およびワシントンD.C.の国防大学（NWC）での修学経験もある。

## 経歴
1986年、外務省へ入省。外務省政治局、国際経済局、情報局、儀典局、政策立案企画局などにおける本省勤務を経て、在バンクーバータイ王国総領事館副総領事。
2006年から2007年にかけて、周辺諸国経済開発協力機構（NEDA）局長。2008年、外務省国際経済局局長としてタイ輸出入銀行（EXIM Thailand）へ出向した。
2010年から2012年にかけて在インドネシア大使、2012年から2015年にかけて駐日大使、2015年から2018年にかけて在フィリピン大使、2018年から2020年にかけて在ロシア大使を歴任した。
駐日大使在任末期の2015年1月6日付で旭日大綬章を受勲。また、在フィリピン大使在任中には、コロンボ・プラン・スタッフ・カレッジ（CPSC）理事も兼任していた。
退官後、61歳でタイ最大の天然ゴム企業スリ・トラン・アグロ・インダストリー（STA）の取締役に就任した。